# Rancora albida
Rancora albida är en fjärilsart som beskrevs av Smith 1894. Rancora albida ingår i släktet Rancora och familjen nattflyn. Inga underarter finns listade.